# Commodore 16
Commodore 16 je kućno računalo koje je razvila tvrtka Commodore. Srce ovog kućnog računala bio je mikroprocesor 8501 koji je bio kompatibilan s MOS 6502. Na tržište je izbačeno 1984., i prodavalo se obično za 99 USD. Namjera tvrtke je bila zamjena za Commodore VIC-20. Jeftinija inačica imena Commodore 116 prodavala se samo u Europi, a razlika je bila jedino u gumenoj tipkovnici i manjem kućištu.

## Tehničke značajke
- mikroprocesor: MOS Technology 8501 na 0,89 ili 1,76 MHz
- pomoćni procesor: TED (prikaz i zvuk)
- RAM: 16 KB
- ROM: 32 KB (ugrađen Commodore BASIC 3.5)
- tipkovnica: 66 tipki, 4 funkcijske, 4 kurzorske
- tekst: 40×25 znakova
- razlučivost: 
  - 320×200
  - 320×160
  - 160×200
  - 160×160 piksela (s 5 linija teksta), 121 boja
- zvuk: 2 kanala, 4 oktave
- ulazno izlazni priključci: 
  - 2 priključka za igraće palice
  - priključak za memorijske kartice
  - RS-232 serijski port
  - video RGB izlaz